# Lesley Murdoch (Sportlerin)
Lesley Jean Murdoch ONZM MBE (geb. Shankland;* 18. März 1956 in Christchurch, Neuseeland) ist eine ehemalige neuseeländische Cricket- und Hockeyspielerin. Im Hockey nahm sie für Neuseeland an den Olympischen Spielen 1984 teil. Im Cricket war sie zwischen 1979 und 1990 Teil der neuseeländischen Nationalmannschaft und war zwischen 1985 und 1990 deren Kapitänin.

## Kindheit
Ihre Mutter, Gwitha Shankland, war Administratorin im Cricket- und Hockey-Verband.

## Aktive Karriere
In der Saison 1975/76 absolvierte sie ihr erstes First-Class-Spiel für Canterbury. Ihr Debüt in der Cricket-Nationalmannschaft absolvierte sie im Januar 1979 beim ersten WTest der Tour in Australien. Im dritten Spiel der Serie konnte sie ihr erstes Half-Century über 72 Runs erzielen. In der Folge hatte sie sich mit der Hockey-Nationalmannschaft für die Olympischen Spiele 1980 in Moskau qualifiziert, nahm jedoch auf Grund des Boykotts der meisten westlichen Nationen nicht an diesen teil. Daraufhin konzentrierte sie sich wieder auf Cricket und gab ihr Debüt im WODI beim Women’s Cricket World Cup 1982 gegen England. In ihrem zweiten Spiel beim Wettbewerb konnte sie mit 69 Runs gegen die International XI ein Half-Century erreichen. Bei den Olympischen Spielen 1984 in Los Angeles konnte sie dann an den Spielen teilnehmen. Als Torhüterin des Hockey-Teams blieb sie ohne Sieg und verblieb mit dem Team auf dem letzten Platz.
Im Cricket wurde sie dann für die nächste Tour gegen Australien im Januar 1986 zur Kapitänin ernannt und konnte das Team zu einem 1:1 unentschieden führen. Bei der nächsten Tour in Australien hatte sie die Kapitänsrolle an Debbie Hockley abgegeben, übernahm die Position jedoch wieder für den Women’s Cricket World Cup 1988. Dort hatte sie ihre beste Leistung mit 46 Runs im ersten Spiel gegen Irland und letztendlich führte sie das Team zum dritten Platz. Eine letzte Tour spielte sie im Januar und Februar 1990 gegen Australien. Als Kapitänin musste sie in der WTest- und WODI-Serie eine Niederlage hinnehmen. Sie erzielte im zweiten WODI 48* Runs, musste in ihrem letzten Spiel jedoch verletzt ausscheiden.

## Nach der aktiven Karriere
Murdoch engagierte sich nach ihrer aktiven Karriere weiter für den Sport in Neuseeland. So war sie Teil der Vorstände der neuseeländischen Verbände für Cricket, Hockey und Netball. Als Kommentatorin ist sie für Sky Sport und TVNZ für Hockey und Netball zuständig und kommentierte auch Olympische Spiele und Commonwealth Games.

## Auszeichnungen
Im Jahr 1987 erhielt sie für ihre Leistungen im Hockey und Cricket den MBE. In 2016 folgte der ONZM für ihre Verdienste im Sport. Ebenfalls im Jahr 2016 erhielt sie vom Verband der neuseeländischen Sportjournalisten den Sport NZ Lifetime Award for Outstanding Contribution to Sport through Journalism.